# Richard Henneberg
Carl Wilhelm Albert Richard Henneberg, född 5 augusti 1853 i Berlin, död 19 oktober 1925 i Malmö Karoli församling i Malmö, var en svensk tonsättare och dirigent.

## Biografi
Henneberg var dirigent i Berlin 1872–1873 och i Bergen 1873–1875. Han var dirigent vid Mindre teatern 1878–1879, vid Nya teatern 1879–1885, vid Kungliga teatern 1885 och hovkapellmästare 1894–1907. Henneberg invaldes den 21 maj 1885 som utländsk ledamot nr 181 av Kungliga Musikaliska Akademien och överflyttades 1889 till svensk ledamot 479. Richard Henneberg var far till Albert Henneberg.

## Utmärkelser
- Riddare av första klassen av Vasaorden, 1897.[8]
- Litteris et Artibus, 1889.